# محمدعلی زاویه
محمدعلی زاویه (۱۲۹۱ – ۱۱ تیر ۱۳۶۹) نگارگر و تذهیب‌نگار ایرانی بود.

## زندگی
محمدعلی اسماعیل زاویه در سال ۱۲۹۱ در تهران به دنیا آمد. او پس از گذراندن تحصیلات ابتدایی در سال ۱۳۰۸ به هنرستان صنایع مستظرفه رفت و رشتهٔ مینیاتور و تذهیب را برای آموزش برگزید. زاویه چگونگی و ساخت رنگ‌های طبیعی کارهای خود را مرهون دو استاد خود هادی تجویدی در مینیاتور و علی درودی در تذهیب می‌داند. او یکی از سرآمدان تذهیب‌نگار قرآن است و چندین قرآن را تذهیب نموده است. وی در تذهیب شیوه‌ای خاص داشت و از رنگ‌هایی خاص استفاده می‌کرد.
زاویه مدت ۶۰ سال کار کرد و بیش از دو هزار اثر از خود بر جای گذاشت که از بهترین نمونه‌های هنر مینیاتور و تذهیب به‌شمار می‌روند. تابلوهای این هنرمند تلفیقی از چندین هنر مختلف است که همین موضوع ارزش زیادی به آن‌ها می‌بخشد. تذهیب چند جلد قرآن از مهم‌ترین فعالیت‌های این هنرمند به‌شمار می‌رود. او همچنین ریاست موزه هنرهای ملی را در سال‌های ۱۳۲۶ و ۱۳۲۷ بر عهده داشت. زاویه در سال ۱۳۳۹ بازنشسته شد و در کارگاه شخصی‌اش به انجام کارهای هنری پرداخت. او در روزگار جوانی بیشترین پرتره‌های رجال سیاسی و مهمانان خارجی را که به ایران سفر می‌کردند می‌کشید که در موارد بسیاری این تابلوها به عنوان هدیه از طرف دولت ایران به آنان تقدیم می‌شد. آثار این هنرمند در مجموعه‌ها و موزه‌های معتبری همچون موزه هنرهای ملی ایران و موزه رویال تراست لندن نگهداری می‌شود.

## آثار
- هفت گنبد بهرام
- نمایی از قصر سلیمان
- خسرو و شیرین

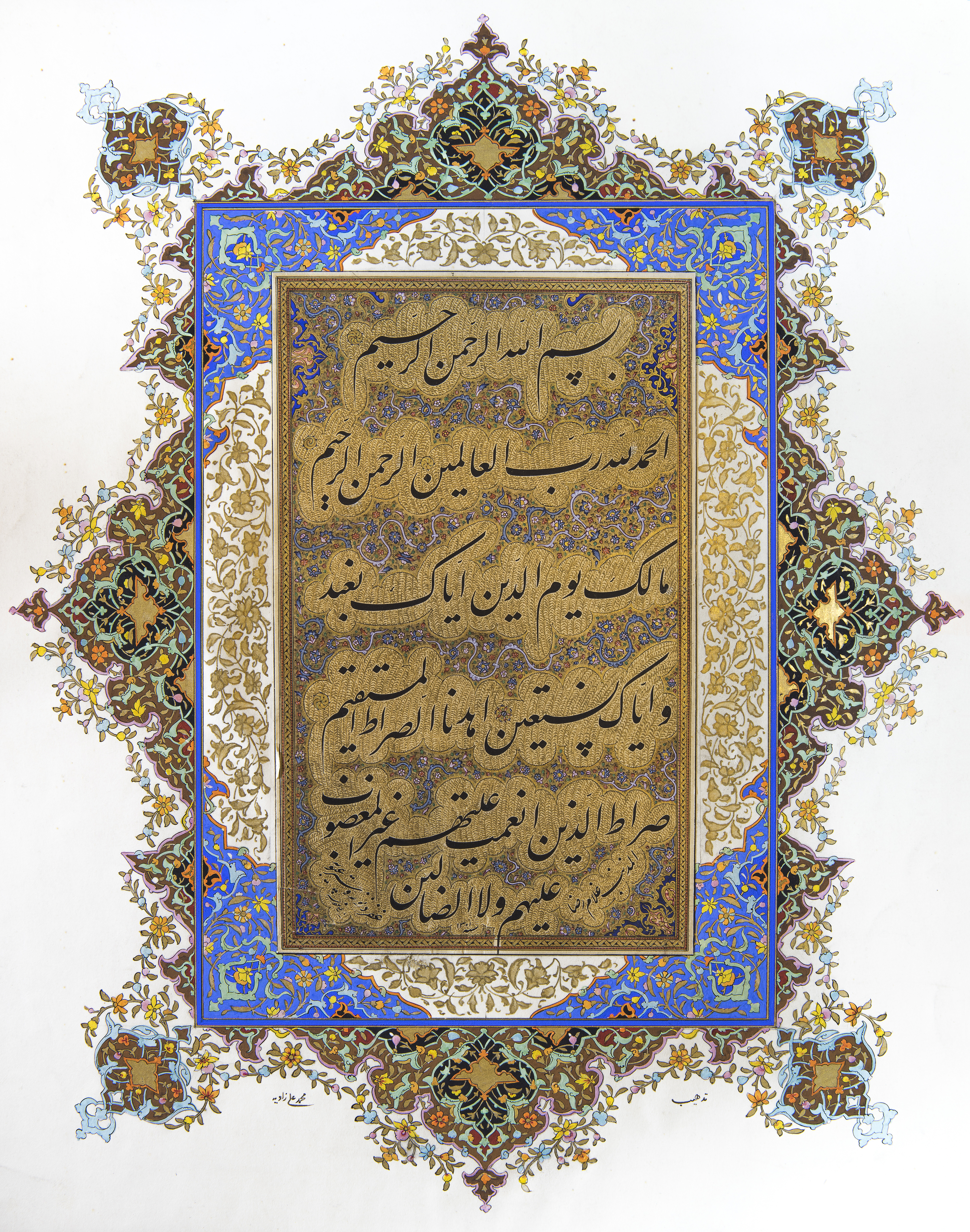
سورهٔ فاتحه به خط میرزا غلامرضا اصفهانی، تذهیب‌شده به دست محمدعلی زاویه

- چوگان‌بازی هنرمندان در دربار شاه‌عباس[۵]

## درگذشت
محمدعلی زاویه روز ۱۱ تیر ۱۳۶۹ بر اثر سکته مغزی درگذشت.